# Torre marittima di Yokohama
La Torre marittima di Yokohama (横浜マリンタワー?, Yokohama marin tawā) è una costruzione metallica, alta 106 metri e dotata di una postazione d'osservazione all'altezza di 91 metri, situata nella città giapponese di Yokohama. La torre, inaugurata nel 1961, è talvolta considerata il più alto faro del mondo.
I visitatori che raggiungono la sua sommità possono godere in lontananza, oltre che del panorama della metropoli del Sol Levante, del caratteristico profilo del Fuji.
Dal 25 dicembre 2006 al 23 maggio 2009 la Torre marittima di Yokohama è stata chiusa al pubblico per ristrutturazione.